# Obrona Lwowa (1939)

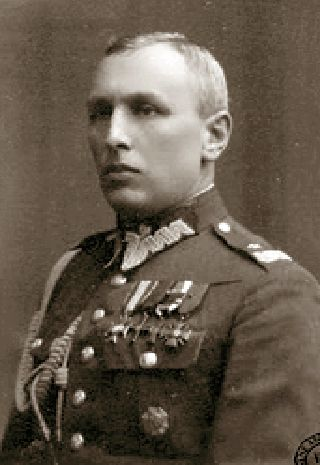
Generał Franciszek Sikorski, dowódca obrony Lwowa

Obrona Lwowa – działania zbrojne prowadzone przez Wojsko Polskie w dniach 12–22 września 1939 podczas kampanii wrześniowej w celu obrony Lwowa przed Wehrmachtem, a po agresji ZSRR na Polskę również Armią Czerwoną.

## Geneza
W dwudziestoleciu międzywojennym Lwów był jednym z największych garnizonów w Polsce i w Małopolsce Wschodniej.
Lwów i całe województwo lwowskie odgrywały istotną rolę w planie operacyjnym „Wschód”, którego opracowanie zakończono w lutym 1939 r. Zakładał on prowadzenie wojny obronnej przeciwko ZSRR przy współdziałaniu sojuszniczej Rumunii i pomocy materiałowej państw zachodnich. Lwów i województwo miały być obszarem bezpośrednich działań wojennych, istotnych dla skuteczności polskiej obrony, gdyż przez ten obszar przebiegały ważne dla zaopatrzenia polskich wojsk linie kolejowe: Lwów-Brody, Lwów-Złoczów i Lwów-Brzeżany oraz połączenia kolejowe i drogowe z Rumunią. Z kolei według planu operacyjnego „Zachód” zmobilizowane we Lwowie stacjonujące tam jednostki wojskowe miały być skierowane na obszar działań przeciwko Niemcom. W dalszej kolejności w mieście miały być umieszczone ośrodki zapasowe, szpitale polowe i inne organa tyłowe. Zakładano, że – podobnie jak w planie „Wschód” – obszar DOK nr VI z jego głównym węzłem kolejowym Lwów odegra ważną rolę ze względu na planowane dostawy wojenne przez Rumunię, ale także przez ZSRR, gdyż spodziewano się zachowania przez Sowietów neutralności, do czego się zobowiązał w układzie o nieagresji z 1932 r. Natomiast nie przewidywano możliwości obrony miasta; dopiero niepomyślny rozwój działań wojennych wymusił taką opcję.
23 sierpnia 1939 zarządzona została mobilizacja lotnictwa i OPL, która objęła 6 Pułk Lotniczy i 6 Dywizjon Artylerii Przeciwlotniczej. Pułk sformował pododdziały lotnictwa dla Armii „Łódź” i Brygady Bombowej oraz Bazę Lotniczą Nr 6, natomiast dywizjon sformował sześć motorowych baterii artylerii przeciwlotniczej. Obie jednostki po zakończeniu mobilizacji zostały zlikwidowane.
27 sierpnia zarządzona została mobilizacja alarmowa, która w garnizonie lwowskim objęła między innymi 14 Pułk Ułanów Jazłowieckich oraz 19 Pułk Piechoty Odsieczy Lwowa i I dywizjon 5 Lwowskiego Pułku Artylerii Lekkiej. Ponadto 6 pac sformował dywizjon artylerii ciężkiej dla 12 Dywizji Piechoty, a 6 Batalion Pancerny dwa dywizjony pancerne, trzy samodzielne kompanie rozpoznawcze i trzy kolumny samochodowe.
31 sierpnia rozpoczęła się mobilizacja powszechna jednostek I rzutu, w tym pozostałych oddziałów i pododdziałów 5 Dywizji Piechoty, artylerii ciężkiej, broni pancernych, żandarmerii oraz służb. W pierwszych dniach września zmobilizowane jednostki skierowane zostały transportami kolejowymi na teren operacyjny. We Lwowie pozostały jedynie: Dowództwo Okręgu Korpusu nr VI, ośrodki zapasowe i nieliczne oddziały tyłowe.
Od 1 września miasto było silnie bombardowane przez Luftwaffe, co powodowało duże zniszczenia i w pewnym stopniu dezorganizowało działania militarne. Zniszczono między innymi budynki fabryki wódek Baczewskiego i greckokatolickiej cerkwi św. Ducha, uszkodzone zostały Dworzec Główny oraz szereg gmachów, szczególnie przy ul. Gródeckiej i Janowskiej. Do organizowania improwizowanej obrony przystąpiono pod koniec pierwszego tygodnia września. Istniały już obrona przeciwlotnicza i przeciwgazowa. Dodatkowo powołano Straż Bezpieczeństwa, na czele której stanął gen. dyw. w st. sp. Władysław Jędrzejewski oraz Komitet Obywatelski Obrony Lwowa, kierowany przez rektora Uniwersytetu Lwowskiego prof. Romana Longchamps de Bérier.
7 września przystąpiono do organizacji obrony Lwowa, początkowo na dalekim przedpolu miasta w oparciu o rzekę Wereszycę. Zajmował się tym płk dypl. Bolesław Fijałkowski. 9 września gen. Władysław Langner rozkazał utworzyć zaporę z kompanii asystencyjnych na linii: Żółkiew, Janów, rzeka Wereszyca, Gródek Jagielloński, Wereszyca, Komarno, rzeka Dniestr. Dowódcy obrony Lwowa zostało też podporządkowane Centrum Szkolenia Straży Granicznej w Rawie Ruskiej, którego oddziały miały obsadzić pozycje od Bełżca przez Rawę Ruską do Magierowa. Tego samego dnia gen. Langner powołał również Dowództwo Obrony Obszaru Lwowa, na czele z gen. dyw. Rudolfem Prichem. Jego szefem sztabu został ppłk dypl. Kazimierz Bieńkowski.
10 września rano gen. Langner zameldował się u ministra spraw wojskowych gen. dyw. Tadeusza Kasprzyckiego w Łucku, który nakazał mu zorganizować we Lwowie stałą obronę w celu ułatwienia zaopatrzenia polskich oddziałów przebijających się na południe kraju. Tego dnia do miasta przybył gen. Kazimierz Sosnkowski, który otrzymał od Naczelnego Wodza polecenie objęcia dowództwa nad grupą armii południowych (Frontu Południowego), z zadaniem utrzymania linii Sanu i osłony Lwowa. Pomimo skromnych możliwości gen. Langner pomógł mu w zorganizowaniu kwatery głównej, dowództwa etapów i oddziałów pomocniczych. Późnym wieczorem do Lwowa przybył także wraz ze swoim sztabem dowódca Armii „Karpaty” gen. K. Fabrycy.
11 września gen. R. Prich wydał pierwszy rozkaz operacyjny, zgodnie z którym zadaniem jego sił była samodzielna obrona Lwowa oraz obszaru na północ od Żółkwi, z wysuniętym punktem oporu w Rawie Ruskiej, a na zachodzie nad Wereszycą przez Janów-Gródek Jagielloński do Lubienia Wielkiego. Wkrótce obronę przedłużono do Komarna. Dowódcy Obrony Obszaru Lwowa podporządkowano Grupę „Żółkiew” płk. dypl. Stefana Iwanowskiego (w składzie: bataliony marszowe 53. pp i 40. pp, I batalion 53. pp, szwadrony piesze i szwadron ckm z OZ Kresowej Brygady Kawalerii, 31 batalion utworzony z niedobitków pod dowództwem ppłk. Adama Radomyskiego, szwadrony konne i pluton ckm, plutony saperów (pieszy i konny), baterie artylerii lekkiej i artylerii ciężkiej oraz batalion utworzony w Centrum Szkolenia Straży Granicznej w Rawie Ruskiej), grupę wojsk płk. Ludwika Dmyszewicza oraz załogę miasta Lwowa. Zadanie zorganizowania bezpośredniej obrony Lwowa otrzymał płk dypl. B. Fijałkowski, którego szefem sztabu został ppłk dypl. Kazimierz Ryziński, szef ewakuowanego z Warszawy Wojskowego Instytutu Naukowo-Oświatowego. W sztabie był mjr Stefan Dwornik.
W skład załogi miasta wchodziły początkowo niewielkie siły, złożone z dwóch batalionów wartowniczych, kompanii asystencyjnej, kompanii wartowniczej lotnictwa, dwóch batalionów marszowych (z ośrodków zapasowych), niepełnej kompanii saperów KOP „Czortków”, Batalionu ON „Lwów I”, Ośrodka Zapasowego Artylerii Lekkiej nr 6, który wystawił trzy baterie oraz pododdziałów przeciwlotniczych. Szybko opracowano plan obrony Lwowa, którą postanowiono oprzeć na naturalnych przeszkodach terenowych (najważniejszymi były wzgórze 374 „Kortumowa Góra” i wzgórze 324 pod Zboiskami). Na zewnętrznym obwodzie miasta postanowiono zbudować barykady i rowy przeciwpancerne (przy pomocy miejscowej ludności), natomiast wewnątrz miasta, podzielonego na samodzielne sektory i bloki obronne, zbudować barykady oraz przygotować składy amunicyjne, żywnościowe i sanitarne. 11 września miasto zostało podzielone na sektory (później nazywane odcinkami). Dowódcami odcinków zostali: zachodniego – płk Henryk Janowski (14 września odcinek ten objął płk dypl. Jarosław Szafran), południowego – ppłk Stefan Mrozek, północnego – płk Bolesław Waśkiewicz, a wschodniego – mjr Eugeniusz Ślepecki. Jeszcze tego samego dnia dowódcy odcinków przeprowadzili rozpoznanie terenu. Poważnym utrudnieniem był brak łączności, dowódcy odcinków musieli posługiwać się miejską linią telefoniczną. Każdy odcinek otrzymał drużynę saperską i sprzęt.
Jako, że przewidywano natarcie czołgów i oddziałów zmotoryzowanych na północnym odcinku obrony, postanowiono jako linię obrony wykorzystać betonowy wykop, w którym biegły tory kolejowe i koryto rzeki Pełtwi. Obrona południowej części miasta została oparta o głęboki wykop linii kolejowej. Zachodnia i wschodnia część Lwowa nie miały naturalnych przeszkód terenowych; obronę tej drugiej zamierzano zresztą zorganizować w późniejszym okresie. Na najbardziej prawdopodobnych kierunkach niemieckiego ataku utworzono 9 punktów oporu, każdy w sile od drużyny do plutonu piechoty, wspartej przez działon lub pluton artylerii lekkiej. Pododdziały piechoty zostały wydzielone z batalionu marszowego 26. pp pod dowództwem mjr. E. Ślepeckiego. W celu budowy umocnień dowódcom poszczególnych odcinków obrony przydzielono po drużynie saperów ze sprzętem. Pomagali im też robotnicy cywilni. Przygotowywano także obronę przedpola Lwowa. Linia rzeki Wereszycy została jednak obsadzona nierównomiernie; silniejsze siły w składzie batalionu marszowego 19. pp i batalionu marszowego 40. pp zajęły pozycje w jej północnym odcinku, natomiast na południu linię rzeki jedynie dozorowano. Prawdopodobnie wynikało to z mylnego rozpoznania planów nieprzyjaciela; kierunek Sambor-Lwów uznano za mniej zagrożony, a przewidywano, że Niemcy skierują się w stronę Stryja, aby przeciąć połączenia z Rumunią. W celu rozpoznania rzeczywistego natarcia niemieckiego 11 września gen. R. Prich wysłał dywizjon rozpoznawczy rtm. Józefa Murasika w kierunku Lubaczów-Cieszanów i Jarosław-Radymno.
Od 11 września załogę obrony Lwowa zaczęły wzmacniać oddziały z innych rejonów kraju. Tego dnia jako pierwszy przybył transportem kolejowym ze Stryja batalion marszowy 48. pp mjr. Edwarda Szymańskiego. W celu zapewnienia zapasów amunicji zaczęto zwozić ją samochodami ciężarowymi ze Składnicy Uzbrojenia nr 6 z Hołoska, którą zarządzał kpt. Jakub Herchenreder i która miała się stać samodzielnym punktem oporu. Przyjechało też kilka plutonów armat i ckm przeciwlotniczych z Rzeszowa, Krosna i Przemyśla.
Sytuacja wojsk niemieckich w okresie bezpośrednio poprzedzającym atak na Lwów wyglądała następująco. W nocy z 11 na 12 września zajęły one Sambor, zaś rano 12 września – wieś Kalmów, leżącą na północny wschód od Sambora. W tym czasie w Kalinowie dowódca niemieckiego 98. Pułku Strzelców Górskich płk Ferdinand Schörner wydał rozkaz o utworzeniu i zadaniach zmotoryzowanej grupy pościgowej 1. Dywizji Górskiej gen. mjr. Ludwika Küblera, na czele której sam stanął. Miała ona jak najszybciej przedrzeć się do Lwowa. Składała się z ponad dwóch batalionów strzelców górskich (II batalion 99. psg oraz pojedyncze kompanie z 98. i 100. psg), kompanii pionierów, dwóch baterii haubic zmotoryzowanych 150 mm (z 79 Pułku Artylerii Górskiej), plutonu armat 100 mm, plutonu haubic 150 mm (z 445 Dywizjonu Artylerii Ciężkiej) oraz dwóch plutonów dział przeciwlotniczych 20 mm. Oddziały te przewożone na samochodach ciężarowych i pojazdach gąsienicowych wraz z artylerią zmotoryzowaną i patrolami na motocyklach miały szybko pokonać drogę dzielącą je od Lwowa (66 km) oraz zniszczyć wycofujące się oddziały Wojska Polskiego (nazwane przez płk. F. Schörnera pogardliwie gromadami nieprzyjacielskimi w luźnym szyku). Straż przednią tworzyły 16 Kompania Piechoty z 98. psg, kompanii pionierów i pluton armat 150 mm z 445. dac; miała ona posuwać się na czele grupy przez Rudki w kierunku na Lubień Wielki, osiedle Kaltwasser w Zimnej Wodzie, 7 km od Lwowa. Grupa pościgowa w kilku miejscach natrafiła na opór oddziałów polskich, musiała stoczyć walki i to osłabiło impet zagonu. Ostatecznie 12 września po godz. 14 czoło grupy płk. F. Schörnera pojawiło się na skraju Lwowa od strony Zimnej Wody.

## Obrona miasta

### 12 września
Tego dnia po godz. 14.00 do miasta wtargnęła czołówka niemieckiej zmotoryzowanej grupy płk. F. Schörnera. Atak ten przybrał formę wtargnięcia z zaskoczenia w celu opanowania ważnych obiektów w mieście i sparaliżowania polskiej obrony. Polacy natomiast nie byli jeszcze dostatecznie przygotowani, punkty oporu nie były całkowicie obsadzone, były one zajmowane dopiero w trakcie walk. Skierowany do obrony zachodniego odcinka obrony batalion marszowy 48. pp mjr. E. Szymańskiego tylko częściowo zdołał przyjąć ugrupowanie bojowe. Nie był on jednak zaskoczony niemieckim uderzeniem, gdyż o zbliżaniu się Niemców meldowano od pewnego czasu. Najbardziej zażarta walka wybuchła o punkt oporu na Bogdanówce przy ul. Gródeckiej, którego obsadę stanowiły pluton piechoty, pluton ckm i pluton artylerii (2 armaty 75 mm), który spełniał zadania przeciwpancerne (strzelał na wprost). Po pojawieniu się Niemców (kolumna 14 samochodów i 7 motocykli) została ona ostrzelana przez polskie działa i ogniem karabinów maszynowych, w wyniku czego została ona rozbita. Wkrótce przybyły kolejne pododdziały niemieckie, które kontynuowały natarcie szerszym pasem. Po godz. 17 doszło do kryzysu polskiej obrony, gdyż załamało się skrzydło bronione przez 2. kompanię batalionu marszowego. Grupy żołnierzy niemieckich przedarły się w głąb miasta, dochodząc do kościoła św. Elżbiety. Sytuacja została jednak opanowana dzięki skierowaniu w rejon ul. Gródeckiej nowych pododdziałów wojska i policji. W rezultacie wieczorem Niemcy przeszli do obrony w oczekiwaniu na posiłki. Polskie dowództwo obrony Lwowa przysłało na zagrożone odcinki wzmocnienia: na Kortumową Górę ok. 80 żołnierzy z 26. pp, na Wólkę pododdziały policji i kadetów dla przedłużenia lewego skrzydła batalionu marszowego 48. pp. W rejonie ul. Stryjskiej stanowiska zajął Batalion ON „Lwów I”, przy stacji kolejowej Persenkówka – improwizowany batalion 19. pp i bateria 6. pac, a między ul. Zieloną i Łyczakowską – improwizowany batalion 40. pp.
12 września od rana obronę miasta wzmacniały oddziały z obszaru DOK nr III z Grodna: trzy pułki piechoty w sile 195 oficerów i ok. 6400 żołnierzy i dwa bataliony 35. DP Rez. (II batalion 205. pp rez. i I batalion 206. pp rez.), a także w nocy szwadron kawalerii dywizyjnej. Były one od razu kierowane na zagrożone odcinki obrony: grodzieński 1. pp, II batalion 205. pp rez. i III batalion grodzieńskiego 3. pp na odcinek zachodni dla zluzowania batalionu marszowego 48. pp, pododdziałów policji i kadetów, grodzieński 2. pp na odcinek północny nad Pełtew, a grodzieński 3. pp (bez III batalionu) i I batalion 206. pp rez. przeszły do odwodu. Pod koniec pierwszego dnia obrony Polacy dysponowali więc na odcinku zachodnim trzema batalionami piechoty, na odcinku południowym – dwoma batalionami, na odcinku północnym – czterema batalionami, a na najmniej zagrożonym wschodnim odcinku – jednym batalionem. W nocy zwożono też do miasta w dalszym ciągu amunicję i granaty ręczne ze składnicy uzbrojenia w Hołosku.
Tego dnia ostatecznie ukształtowała się obsada Dowództwa Grupy Obrony Lwowa. Na jej czele z rozkazu dowódcy Frontu Południowego stanął gen. bryg. w stanie spoczynku Franciszek Sikorski. Według Ordre de Bataille w Dowództwie Grupy Obrony Lwowa znajdowało się wówczas 36 oficerów, grupa podoficerów i urzędnicy cywilni. Załoga Grupy Obrony Lwowa składała się w tym czasie z różnych oddziałów i pododdziałów, w sumie: jedenastu batalionów piechoty (przeważnie z ośrodków zapasowych) z nielicznymi działami przeciwpancernymi, pięciu baterii artylerii (głównie dział 75 mm), dywizjonu kawalerii, plutonu łączności i niewielkiej grupy fortyfikacyjnej. Poza tym była jeszcze grupa żołnierzy z różnych formacji i służb, z tego 200 uzbrojonych, 120 umundurowanych bez broni i 100 nieumundurowanych.
Z kolei dowództwo niemieckie – pomimo wzmocnienia w nocy własnych sił w rejonie ul. Gródeckiej – zrezygnowało z dalszych prób natychmiastowego zajęcia miasta. Wraz z przybyciem dalszych oddziałów niemieckich rozpoczęło się oblężenie Lwowa. Stopniowo otaczano miasto od północy i południa. Dowództwu niemieckiemu bardzo zależało na szybkim zdobyciu Lwowa zarówno ze względów polityczno-prestiżowych, jak i militarno-strategicznych. Jednocześnie na następny dzień Niemcy postanowili skierować główne uderzenie na Kortumową Górę, dostrzegając jej strategiczne znaczenie. Zadanie jej opanowania otrzymała grupa bojowa płk. F. Schörnera w składzie I batalionu 98. pułku strzelców górskich oraz I i II batalionu 99. pułku strzelców górskich.

### 13 września

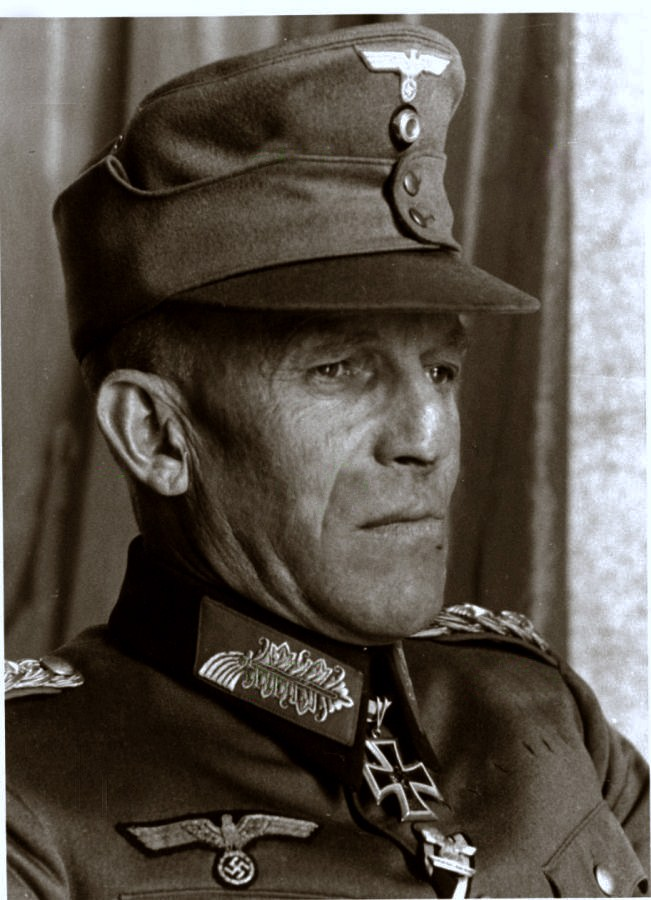
gen-mjr Ludwig Kübler

Tego dnia rano, po silnym przygotowaniu artyleryjskim, grupa bojowa płk. F. Schörnera rozpoczęła natarcie na Kortumową Górę, z której rozciągał się dobry widok umożliwiający ostrzał artyleryjski całego miasta. Była ona broniona przez polski pododdział z OZ 5. DP w sile zaledwie ok. 80 żołnierzy z plutonem dział 75 mm. Już w trakcie walk do pomocy została dodatkowo skierowana kompania 205. pp rez. Jednakże nie zdołała ona zapobiec zajęcia w południe polskich pozycji na Kortumowej Górze. Jej utrata była dużą porażką Polaków. Jednocześnie niemiecki II batalion 98. psg kontynuował atak w kierunku północno-zachodnim, pogłębiając okrążenie Lwowa i docierając wieczorem do Zboisk i wzgórza 324 (rozproszył tabory grodzieńskiego 1. pp). W ten sposób przecięte zostały szosy do Brzuchowic i Żółkwi. Polskie dowództwo dwukrotnie próbowało odebrać Kortumową Górę siłami improwizowanego batalionu 26. pp, a wieczorem I batalionu 206. pp rez. Zdołał on odzyskać teren cmentarzy Janowskich, leżący na stoku góry. Był to jednak tylko częściowy sukces.
Walki toczyły się też na zachodnim odcinku obrony miasta, od Dworca Głównego do Kulparkowa. Niemiecki I batalion 100. psg z 1. DG zajął Dworzec Główny i wstrzymał luzowanie batalionu marszowego 48. pp przez trzy bataliony grodzieńskie. Wprawdzie Niemcy ponieśli spore straty, ale narzucili inicjatywę stronie polskiej i związali ją w walkach. Prawdopodobnie powyższe działania miały tylko charakter maskujący rzeczywiste zamiary niemieckiego dowództwa.
13 września w dalszym ciągu napływały do Lwowa kolejne posiłki w postaci dowództwa, II dywizjonu (bez 6. baterii) haubic 155 mm i 3. baterii z 2 działami 105 mm z 6 Pułku Artylerii Ciężkiej (zajęły one pozycje w rejonie cytadeli i Cmentarza Łyczakowskiego, ale bez kontaktu ogniowego z wrogiem), 107. kompanii ckm plot. oraz dowództwa mobilizującej się 35. DP Rez. Na jej czele stanął dowódca zachodniego odcinka obrony miasta, ppłk dypl. Jarosław Szafran. Po południu u gen. W. Langnera zameldował się mjr Jerzy Łucki, dowódca 21 Batalionu Czołgów Lekkich, który został przydzielony do sił 10. BK. Tego dnia z miasta został wycofany do Złoczowa ciężki rzut sztabu Frontu Południowego. Miasto w godzinach rannych opuścił także gen. Kazimierz Sosnkowski, który z niewielkim sztabem odleciał do Przemyśla, aby objąć dowództwo nad tamtejszymi siłami i przebić się z nimi do oblężonego Lwowa. Licząc się z możliwością dalszych ataków na Lwów (zwłaszcza czołgów), gen. F. Sikorski rozkazał dowódcom odcinków budowę zapór przeciwczołgowych. Miała je stawiać piechota z udziałem ochotników cywilnych pod kierunkiem przydzielonych saperów. W tym czasie sztab DGOL polecił utworzenie 6 składów materiałów saperskich w wyznaczonych punktach miasta. Zbiórkę materiałów wśród ludności miały przeprowadzić Zarząd Miejski i organizacje społeczne. Groźna dla polskich działań obronnych była dezorganizacja administracji państwowej. Rano gen. W. Lagner został zaskoczony wiadomością o ewakuacji urzędu wojewódzkiego i starosty grodzkiego. Również takie polecenie otrzymał od premiera wojewoda Alfred Biłyk. W mieście trzeba było stworzyć władze zastępcze na czele z byłym premierem Kazimierzem Bartlem i prezydentem miasta Stanisławem Ostrowskim. Kontynuowano też zwożenie amunicji ze Składnicy Uzbrojenia w Hołosku Wielkim. Ostatni transport wpadł jednak wieczorem w ręce Niemców. Ogółem dowieziono do miasta ok. 50 ton. Gen. K. Sosnkowski podporządkował gen. W. Langnerowi 10 Brygadę Kawalerii płk. dypl. S. Maczka, która znajdowała się na północ od Lwowa. Jej zadaniem było zaatakowanie wojsk niemieckich od północy, wyrzucenie ich ze Zboisk i otworzenie sobie drogi do Lwowa.
Z drugiej strony dowódca niemieckiej 1. DG gen. L. Kübler otrzymał rano informacje o wyruszeniu z Przemyśla do rejonu Lwowa polskiej odsieczy pod dowództwem gen. K. Sosnkowskiego. Postanowił on zabezpieczyć swoje tyły i skierował do Gródka Jagiellońskiego niepełny batalion, a następnie dosłał jeszcze trzy dywizjony 79. pag oraz dwa bataliony 100. psg i dwie kompanie 99. psg, które utworzyły grupę „Utz” pod dowództwem płk. Wilibalda Utza, dowódcy 100. psg. W tym czasie pod Lwów przybyły kolejne pododdziały 1. DG w postaci III batalionu 98. psg, III batalionu 99. psg i części I batalionu 100. psg. Początkowo zostały one zatrzymane w Zimnej Wodzie jako odwód 1. DG, a po informacji o pojawieniu się polskich wojsk w Rzęśnie Ruskiej, jego część przeszła w tamten rejon.

### 14 września
Tego dnia trwały w mieście jedynie walki o charakterze lokalnym, ale z dużą aktywnością obu stron. Najbardziej intensywne działania prowadzono pod Kulparkowem i Wulką, które Niemcy zaatakowali w związku z rozszerzaniem okrążenia Lwowa od południa do linii kolejowej do Chodorowa i szosy do Bóbrki. W tym czasie na Wulce polskich obrońców ostrzelali ukraińscy dywersanci. Po południu polski III batalion 1. pp grodzieńskiego zaatakował Dworzec Główny, ale nie udało mu się go odzyskać. Większe działania prowadzono w rejonie Lwowa. Wydzielona z odwodu niemieckiej 1. DG grupa pod dowództwem kpt. Fleischmanna w sile III batalionu 98. psg i części 100. psg opanowała bez walki Kozielniki i Sichów, blokując wyjście ze Lwowa w kierunkach południowym i południowo-wschodnim. Jednak na razie nocami Niemcy opuszczali te miejscowości. Pod wieczór II i III bataliony 206. pp rez. kontratakowały bez sukcesów pod Zboiskami. Walki toczyły się też na północny zachód od Lwowa w rejonie Rzęsny Ruskiej pomiędzy batalionem marszowym 19. pp wspartym 105. kompanią ckm plot. i 6. baterią 6. pac a III batalionem 99. psg. Po południu polskie wojska wycofały się do Hołoska Wielkiego, wzmacniając załogę Składnicy Uzbrojenia. W nocy oddziały 10. BK, które zostały podporządkowane Dowództwu Obrony Lwowa, opanowały Zboiska, ale przyległe wzgórza zostały przez Niemców utrzymane.
O świcie do miasta przybył szef sztabu Frontu Południowego, płk dypl. Bronisław Rakowski z rozkazem Naczelnego Wodza obsadzenia przedmościa rumuńskiego. W tym celu gen. W. Lagner wysłał nad Dniestr swojego zastępcę, gen. Milana-Kamskiego. Rano przyjechali też oficerowie sztabu NW: płk dypl. Jerzy Suzin i mjr dypl. Wacław Jacyna z instrukcjami dla gen. K. Sosnkowskiego. Poinformowali też gen. W. Langnera o ewakuacji Naczelnego Dowództwa Wojsk Polskich do Kołomyi. Tego dnia u gen. W. Langnera pojawiła się delegacja Rady Miejskiej, która zaproponowała przesunięcie działań wojennych na przedpola miasta z obawy przed zniszczeniami. Pracę rozpoczął dział propagandy, kierowany przez gen. bryg. Mariana Kukiela. Ze Stanisławowa przybyła część pracowników Polskiego Radia, naprawiono uszkodzoną w trakcie ewakuacji stację nadawczą i wznowiono nadawanie programu. Sytuacja w mieście stawała się coraz gorsza. Nie działały elektrownia, gazownia i wodociągi. Do Lwowa przybyło ok. 100 tys. uchodźców cywilnych, co doprowadziło do naruszenia wojskowych zapasów żywności. W mieście znajdowało się też ok. 3 tys. osób chorych i rannych. Siły polskie w mieście według meldunku dowódcy DOK nr VI liczyły dwadzieścia batalionów piechoty, dwa dowództwa pułków, pewną liczbę plutonów artylerii lekkiej i dywizjonu artylerii ciężkiej oraz części 35. DP Rez., a także czternaście batalionów piechoty improwizowanych i na ogół gorzej uzbrojonych: dziewięć z pułków grodzieńskich, trzy sformowane w OZ 5. DP, batalion ON Lwów I i batalion marszowy 48. pp.
W dalszym ciągu powiększały się polskie wojska w mieście. Obok baterii artylerii sformowanych w OZ Artylerii Lekkiej nr 6, do Lwowa dotarły kolejne trzy dywizjony artylerii lekkiej: 62., 52. i 42. W sumie było to 65 dział, w tym 10 ciężkich. Zorganizowano też nowe oddziały piechoty: 2-batalionowy pułk ON pod dowództwem ppłk. Alfreda Greffnera w składzie batalionu ON Lwów I i batalionu sformowanego spośród członków Związku Strzeleckiego i kadetów. Przystąpiono do tworzenia trzech kolejnych batalionów ON, na czele których stanęli: mjr Józef Hornberger, mjr Józef Smagowicz i kpt. Józef Berezowski. Do Lwowa dotarły również personel RKU Pszczyna oraz szwadron zapasowy 3 Pułku Ułanów Śląskich. Dowódca transportu, mjr Franciszek Głowa dostał rozkaz objęcia dowództwa śląskiego batalionu ON.
Wieczorem do sił niemieckiej 1. DG dołączył III batalion 100. psg, po czym został skierowany do odwodu dywizji w miejscowości Rudno. Gen. L. Kuebler rozkazał podległym sobie oddziałom prowadzenie uporczywej obrony zajętych pozycji, aby uniemożliwić polskim próbom włamania się do miasta z zewnątrz. W nocy nieprzyjacielska artyleria ostrzeliwała Lwów.

### 15 września
Tego dnia gen. Władysław Langner postanowił wspomóc działania zgrupowań, które usiłowały przebić się do miasta. W tym celu obrońcy zaatakowali wzgórza pod Zboiskiem i w kierunku Hołoska Wielkiego. W obu przypadkach Niemcy w walce wręcz zostali zmuszeni do odwrotu, ale polskie ataki zostały ostatecznie powstrzymane przez niemiecką artylerię. W samym Lwowie próbowano bez powodzenia odzyskać Kortumową Górę. Kompania III batalionu 207. pp rez. została skierowana do lasów na wschód od miasta, aby je przeszukać w celu oczyszczenia od niemieckich dywersantów i patroli zwiadowczych. Wieczorem i w nocy wysłano rozpoznanie w kierunku Sokolnik, szosy na Stryj, Sichów i Pohulankę. Niemieckie lotnictwo bombowe uszkodziło urządzenia wodociągowe w Dobrostanach.
Dowództwo Grupy Obrony Lwowa poinformowało ludność cywilną, aby powstrzymała się przed samorzutnym stawianiem barykad w mieście, gdyż przeszkadzało to w działaniach obrońców. Akcja miała być prowadzona planowo pod kierunkiem saperów. Prezydent miasta wygłosił też przemówienie radiowe z wezwaniem do powrotu wszystkich do pracy. W celu usprawnienia współpracy pomiędzy władzami wojskowymi i cywilnymi mianowano ppłk. Antoniego Jakubowskiego oficerem łącznikowym w sprawach utrzymania porządku, aprowizacji, bezpieczeństwa i służby zdrowia.
Ukończono też mobilizację w Kadrze Zapasowej VI Szpitala Okręgowego, w wyniku której zostało utworzonych 60 jednostek. Próbowano ewakuować rannych 6 pociągami sanitarnymi. Jedynie pociąg sanitarny nr 66 dwukrotnie przewiózł po 300 rannych do Stanisławowa, zanim zbombardowały go niemieckie samoloty. Natomiast pociąg sanitarny nr 64 został podpalony przez dywersantów.

### 16 września
Tego dnia rano rozpoczęło się natarcie prawdopodobnie III batalionu 206. pp. rez. przy wsparciu dwóch dywizjonów artylerii na wzgórze 324. Zostało ono powstrzymane na południowych stokach. W tym samym czasie Niemcy uderzyli z Kortumowej Góry na wzgórze 374 przy silnym przygotowaniu artyleryjskim, zajmując je po kilku godzinach. W południe polscy obrońcy zaatakowali w kierunku na Hołosko Wielkie i wzgórze leżące na południe od niego, aby wspomóc działania 10. BK. Akcja nie była jednak uzgodniona z dowództwem 10. BK. Pod wieczór zdołano wprawdzie opanować połowę wsi, ale wkrótce polski batalion wycofał się za Pełtew. Dzięki nawiązaniu czasowego kontaktu z kpt. J. Herchenrederem i jego załogą Składnicy Uzbrojenia nr VI zdołano uzupełnić rezerwy amunicji we Lwowie. Na innych odcinkach obrony aktywne były tylko patrole rozpoznawcze. Wypad w kierunku Sichowa i Dawidowa przeprowadziły dwa szwadrony kawalerii, szwadron rtm. rez. Jana Pianowskiego-Kwiatkowskiego i szwadron Policji Państwowej wraz z kompanią ON. Przechwyciły one zrzut z niemieckiego samolotu, tracąc kilku rannych.

### 17 września
Rano gen. W. Langner wydał rozkaz ataku na wzgórza zamarstynowskie i wzgórze 324, aby uzyskać bezpośrednią łączność z siłami 10. BK. Brały w nich udział trzy bataliony 35. DP Rez. wsparte artylerią, przy działaniach wspomagających grodzieńskiego 1. pp znad Pełtwi i oskrzydlających dwóch szwadronów kawalerii. Doprowadziło to do zajęcia po południu sanatorium w Hołosku Wielkim i wdarcia się na wzgórze 324. Jednakże w tym samym czasie 10. BK, która nacierała bez powodzenia na wzgórza pod Zboiskami, otrzymała rozkaz Naczelnego Dowództwa WP przejścia na południe za Dniestr, a następnie na Węgry. W nocy obrońcy wyparli Niemców z podlwowskich miejscowości Poborce, Podbereżeńce, Zniesienie, Laszki Murowane i Dublany.
Jednocześnie została przez niemiecką 2 DPanc. rozbita Grupa „Żółkiew” płk. Stefana Iwanowskiego, osłaniająca Lwów od strony Krasnego.
W godzinach rannych Dowództwo Okręgu Korpusu we Lwowie otrzymało meldunek o przekroczeniu polskiej granicy przez wojska sowieckie i ich posuwaniu się w głąb kraju. Tego dnia po południu gen. W. Langnerowi został przekazany rozkaz Naczelnego Dowództwa WP, aby walczyć tylko z Niemcami, a do oddziałów Armii Czerwonej otwierać ogień tylko w przypadkach koniecznej samoobrony. W kierunku miasta posuwała się 6 Armia Frontu Ukraińskiego pod dowództwem komkora Filipa Golikowa. Dopiero 17 września została powołana Kwatera Główna Dowództwa Grupy Obrony Lwowa.

### 18 września

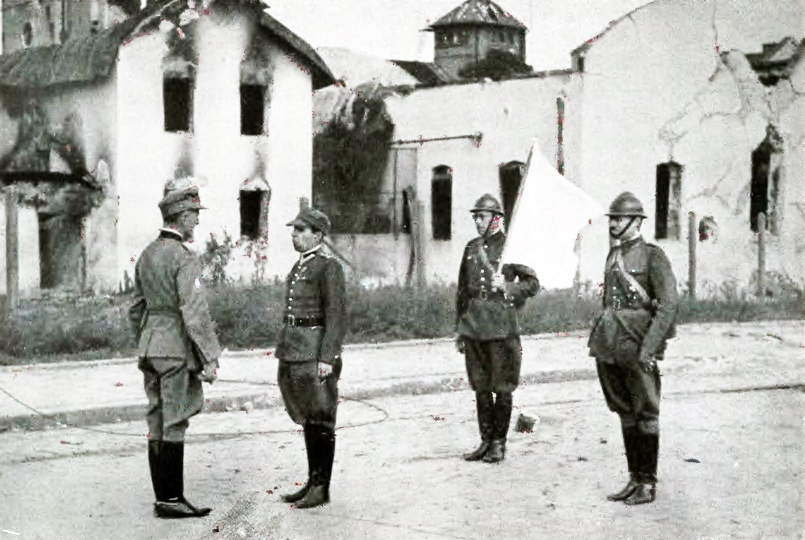
Parlamentariusze polscy na linii frontu na ul. Gródeckiej

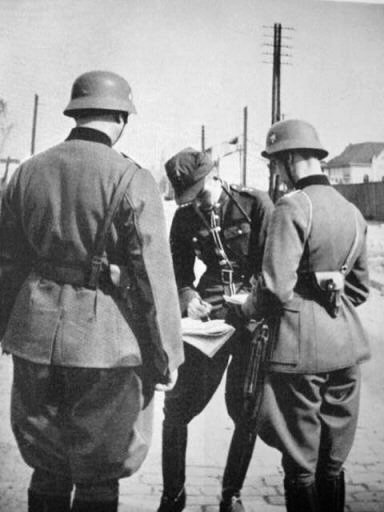
Rozmowy polsko-niemieckie

Tego dnia Dowództwo Grupy Obrony Lwowa kontynuowało aktywne działania. W południe dwa bataliony z OZ 5. DP pod dowództwem ppłk. Władysława Smereczyńskiego wsparte przez pociąg pancerny nr 53 „Śmiały” zaatakowały w kierunku południowym, osiągając linię Kozielniki-Pirogówka. Atak został jednak wstrzymany wieczorem, po ostrzelaniu polskich oddziałów z lasu położonego na wschód od Pirogówki. Oba bataliony następnie powróciły do Lwowa. Nad miastem przeleciała eskadra sowieckich samolotów, ale nie zostały one ostrzelane, gdyż nie uznano ich za wrogie.
Siły obrońców zostały wzmocnione tego dnia przez przybycie z Łucka dwóch pociągów pancernych: nr 53 „Śmiały” kpt. Mieczysława Malinowskiego i nr 55 „Bartosz Głowacki” kpt. Andrzeja Podgórskiego. Do Lwowa przyjechał także II dywizjon 33. Pułku Artylerii lekkiej. Dowódca obrony miasta, gen. W. Langner analizował różne możliwości dalszego działania: wycofanie całej załogi miasta w nocy do Bóbrki i dalej na południe w kierunku granicy z Węgrami lub kontynuowanie obrony w oczekiwaniu na przebicie się do Lwowa wojsk Frontu Południowego gen. Kazimierza Sosnkowskiego. Po południu Dowództwo Grupy Obrony Lwowa otrzymało od gen. K. Sosnkowskiego wiadomość radiową o przedzieraniu się jego sił do miasta wraz z pytaniem o możliwość wsparcia ich na przedpolach Lwowa przez 10. BK. W jej wyniku gen. W. Langner podjął decyzję prowadzenia dalszej obrony. Wieczorem odbyła się odprawa z dowódcami poszczególnych odcinków obrony miasta. Generał W. Langner przedstawił na niej jeszcze trzecią możliwość: poddanie Lwowa Niemcom. Przeciwko temu pomysłowi wystąpił szef sztabu 35. DP Rez., ppłk dypl. Jan Mieczysław Sokołowski, który zaproponował zdynamizowanie działań obronnych poprzez powołanie pod broń ochotników. Zostało to poparte przez gen. bryg. w stanie sp. Mariana Januszajtisa, który wystąpił z apelem o wstępowanie do Ochotniczego Korpusu Obrony Lwowa (wkrótce osiągnął liczebność ok. 5 tys. ludzi). Celem poprawienia bezpieczeństwa wewnętrznego w mieście gen. W. Langner wydał jednocześnie rozkaz specjalny ograniczający w godzinach 21 – 4 poruszanie się po Lwowie żołnierzy, z wyjątkiem oddziałów wojskowych pod dowództwem oficerów i podoficerów, taborów, patroli, pojazdów do przewozu rannych, łączników, gońców i dowódców od szczebla batalionu wzwyż oraz zakaz dla ludności cywilnej bez specjalnych przepustek.
18 września Naczelne Dowództwo Wehrmachtu (OKW) wydało dyrektywę nakazującą 14. Armii gen. płk. Wilhelma Lista osiągnąć linię: Skole, Stryj, wschodni skraj Lwowa, Kamionka Strumiłowa i Bug po Hrubieszów. XVIII Korpus Armijny pod dowództwem gen. Eugena Bayera miał zniszczyć Front Południowy gen. K. Sosnkowskiego i zdobyć Lwów, a 5. DPanc. i 57. DP – opanować zagłębie naftowe. Po otrzymaniu rano meldunku o zbliżaniu się wojsk gen. K. Sosnkowskiego, dowódca XVIII KA rozkazał, aby 2. DG przekazała dwa bataliony 1. DG w celu jej wzmocnienia. Do godzin popołudniowych do rejonu Rzęsny Ruskiej miał też dotrzeć 15. Pułk Czołgów z 5. DPanc. Jednocześnie dowództwo 1. DG przegrupowało swoje siły: grupa „Pemsel” została skierowana do Zimnej Wody, a grupa „Utz” do Gródka Jagiellońskiego. Siłami przydzielonego 137. psg z 2. DG postanowiło otoczyć Lwów od wschodu poprzez zajęcie Winnik i okolicznych wzgórz. Na północ od Lwowa 44. DP wraz z częścią 2. DPanc. zamknęły drogę z Żółkwi, a 45. DP osiągnęła Niemirów, 5. DPanc. zajęła Borysław i Stryj, a 57. DP – Drohobycz i Busowisko. Niemcy, którzy bardzo chcieli zdobyć miasto, tego dnia zrzucili z samolotów ulotki wzywające do poddania i wystosowali ultimatum, zapowiadając na 19 września silny atak.
Z kolei dowódca sowieckiego Frontu Ukraińskiego, komandarm Siemion Timoszenko rozkazał, aby 5. Armia osiągnęła linię: Rożyszcze, Horochów, Łuck, 6. Armia zdobyła Lwów, a 12. Armia dotarła do linii: Żurawno, Dolina, Stanisławów, a następnie atakowała w kierunku Stryja, ubezpieczając lewe skrzydło od strony Rumunii. 2. Korpus Kawalerii z 6. Armii otrzymał rano rozkaz skierowania się szybkim marszem we współdziałaniu z 24. BPanc. w celu zdobycia Lwowa. Zostało to jednak wykonane częściowo, gdyż 5. DKaw. do wieczora uczestniczyła w rozbrajaniu polskiego garnizonu Tarnopola, a 24. BPanc. nie miała paliwa. W tej sytuacji w stronę Lwowa zostały wysłane jedynie zmotoryzowany pododdział pod dowództwem kombriga Szaraburko, dowódcy 5. DKaw., w sile ok. 600 żołnierzy 5. DKaw. i niepełny batalion czołgów 24. BPanc. w sile 30 czołgów BT-7.
W ciągu nocy z 18 na 19 września prowadzono intensywne rozpoznanie na przedpolu polskich pozycji patrolami na wszystkich odcinkach. Z drugiej strony w nocy sowiecki pododdział zaatakował polskie barykady na Łyczakowie i ostrzelał stanowiska 1. baterii 42. dywizjonu artylerii lekkiej, próbując wedrzeć się do miasta z zaskoczenia. Polacy odparli jednak to uderzenie. W tej sytuacji Sowieci zamknęli wschodni skraj miasta i zajęli Winniki.

### 19 września
Tego dnia rano na rogatkę Łyczakowską przybyli oficerowie sowieccy, proponując dowództwu obrony Lwowa rozpoczęcie pertraktacji w celu przekazania miasta. Odbyły się one w Winnikach z udziałem płk. dypl. Bronisława Rakowskiego, ppłk. dypl. Kazimierza Ryzińskiego i mjr. dypl. Wacława Berki jako tłumacza. Przedstawiciele strony sowieckiej twierdzili, że przybyli walczyć z Niemcami i nalegali na uzyskanie zgody na wejście do miasta. Ponieważ Polacy nie mieli odpowiednich pełnomocnictw, rozmowy miały być kontynuowane.
19 września polscy obrońcy prowadzili dość intensywne działania zbrojne. Ich celem było wsparcie wojsk gen. K. Sosnkowskiego. Przed południem gen. W. Langner otrzymał meldunek, że dowódca Frontu Południowego przebywa w Brzuchowicach i poprzez Hołosko podejmie próbę przebicia się do Lwowa. W tej sytuacji do Dublan zostały skierowane z miasta dwa szwadrony kawalerii z zadaniem utrzymania łączności z oddziałami gen. K. Sosnkowskiego oraz poinformowania go, że załoga Lwowa wykona uderzenie na stanowiska Niemców. Zostało ono przeprowadzone przez dwa bataliony 206. pp rez. oraz dwa bataliony 207. pp rez. pod ogólnym dowództwem płk. dypl. J. Szafrana przy wsparciu artylerii i obu pociągów pancernych. Polacy zdołali zająć Zamarstynów i Hołosko Małe oraz południowy skraj Hołoska Wielkiego. Jednakże dalszy atak załamał się. Wyeliminowany został pociąg pancerny „Bartosz Głowacki”, który otrzymał kilka bezpośrednich trafień, co go unieruchomiło, ale ewakuowano go na stację kolejową Podzamcze. Po południu gen. W. Langner rozkazał, aby w przypadku sowieckiego natarcia otworzyć ogień i nie dać się zaskoczyć. Polscy obserwatorzy jednocześnie meldowali, że od strony Sichowa do granic miasta zbliżają się kolejne sowieckie i niemieckie oddziały.
Wieczorem gen. Sikorski poinformował dowódców odcinków, że w nocy lub o świcie należy się spodziewać natarcia czołgów i samochodów pancernych nieprzyjaciela. W związku z tym polecił intensywnie prowadzić roboty fortyfikacyjne przez całą noc, m.in. przy pomocy ludności cywilnej. Nakazał kopanie rowów przeciwczołgowych, wzmacnianie barykad i przygotowanie domów do obrony. Każdy oddział miał się zaopatrzyć w jak największą liczbę butelek z benzyną lub naftą. Podawał przy tym dokładną instrukcję, jak zwalczać czołgi przy pomocy tych butelek.
Jedynie rano do miasta dotarły jeszcze wolnymi liniami kolejowymi poprzez Dublany i Kamionkę Strumiłową trzy pociągi ewakuacyjne z Radomia, Dęblina i Starachowic. Przywiozły one m.in. 4 armaty plot. 40 mm, 12 tys. karabinów, 2 tys. ckm-ów, 4 tys. rkm-ów, 5 tys. pistoletów oraz duże ilości amunicji i granatów ręcznych. Późnym wieczorem do miasta zaczęły docierać pierwsze grupy żołnierzy z przebijającego się Frontu Południowego gen. K. Sosnkowskiego.

### 20 września
Tego dnia załoga Lwowa przygotowywała się do obrony okrężnej. Generał F. Sikorski wydał „Rozkaz szczegółowy” przygotowania obrony (było to potwierdzenie poprzednio wydanych zarządzeń ustnych). Polecił dowódcom odcinków oraz dowódcom artylerii i saperów wzmocnić czołowy zarys obrony miasta przez zagęszczenie urządzeń fortyfikacyjnych, budowę nowych barykad i rowów przeciwczołgowych. Barykada z jednej strony miała być ochroną dla obsługi armaty przeciwpancernej, a znajdujące się obok lub w pobliżu samodzielne grupy bojowe wyposażone w broń maszynową i środki do zwalczania czołgów miały bronić barykady. Artyleria powinna stworzyć silne powiązania ogniowe między wysuniętymi punktami i gniazdami oporu na czołowej linii obrony. Dowódca GOL polecił dowódcy sektora wschodniego stworzenie silnej sieci ogniowej na wzgórzach Zniesienia, aby umożliwić wykorzystanie rejonu strzelnicy miejskiej jako stanowisk dla artylerii ciężkiej. Polecił też zorganizować w krótkim czasie silną obronę w głąb wnętrza sektora przez zamknięcie barykadami i rowami przeciwczołgowymi wszystkich ważniejszych skrzyżowań ulic i dojść do tylnej granicy sektora. Wysuniętym punktem oporu wewnętrznego miał być Wysoki Zamek, a organizację tego punktu miał określić osobny rozkaz. Następnie rozkazał zorganizowanie niedużych oddziałów szturmowych, pozostających w odwodach, z przeznaczeniem do walki w poszczególnych rejonach oraz do patrolowania w nocy. W dalszej części rozkaz podkreślał, że obrona powinna być uporczywa, a małe oddziałki i grupki bojowe, nawet otoczone, muszą walczyć bez względu na wydarzenia na ich tyłach i bokach. Dowódcy zaś tych grup mają dostać zadania i rozkazy, które nie wymagałyby uzupełnień w toku walki. Przy tych oddziałach polecił zorganizować zapasy żywności i amunicji na kilka dni, aby umożliwić im walkę nawet w okrążeniu. W realizacji tych zadań pomagać mieli specjalnie skierowani do odcinków oficerowie w charakterze szefów sztabu odcinków. W ostatnim punkcie rozkazu gen. Sikorski zaproponował formowanie małych grup, składających się z dowódcy, zespołu broni maszynowej, zespołu grenadierów (z granatami ręcznymi i butelkami z benzyną), w sumie 8-10 ludzi, w celu obrony poszczególnych domów. Gen. Sikorski zalecił także, aby dodatkowe punkty oporu i barykady wybierał dowódca odcinka. Do powyższego rozkazu załączony był plan miasta, na który naniesiono granice sektora wewnętrznego, zewnętrzny obwód sektora wewnętrznego, wysunięte punkty oporu i najważniejsze barykady.
Tego dnia znacznie pogorszyła się sytuacja militarna polskich wojsk we Lwowie. Gen. W. Langner w dalszym ciągu liczył na powodzenie przebicia się do miasta wojsk gen. K. Sosnkowskiego i dlatego rozkazał wznowić od rana uderzenie na Brzuchowice i Hołosko. Jednakże ponownie było ono nieudane. Z drugiej strony obrońcy Lwowa na południowym odcinku musieli odeprzeć natarcie niemieckiej piechoty i czołgów skierowane na Kulparków, koszary 6. Pułku Lotniczego i szosę do Stryja. Na odcinku zachodnim i wschodnim zaobserwowano ożywioną działalność zwiadowczych pododdziałów niemieckich i sowieckich, co prawdopodobnie było przygotowaniem do generalnych szturmów na Lwów przewidywanych na następny dzień. Coraz gorsza sytuacja powodowała także coraz większe rozbieżności zdań w polskim dowództwie obrony. Wobec całkowitego okrążenia Lwowa szef sztabu 35. DPRez ppłk dypl. Jan Sokołowski zaproponował podjęcie próby przebicia się Dywizji na Węgry. Wydano nawet odpowiednie rozkazy do nocnego wymarszu, ale kategoryczna odmowa gen. W. Langnera uniemożliwiła przeprowadzenie tych działań. W nocy do miasta przebiły się kolejne grupy żołnierzy Frontu Południowego gen. K. Sosnkowskiego. Poza tym dwie kompanie Obrony Narodowej dokonały wypadu na lotnisko w Skniłowie, zadając Niemcom pewne straty i biorąc 15 jeńców.
20 września sztab sowieckiej 6. Armii Frontu Ukraińskiego przygotowywał generalne uderzenie na Lwów, które miało się rozpocząć rano następnego dnia. Termin został jednak przesunięty o kilka godzin w celu ukończenia przygotowań. Główne siły 6. Armii, czyli 10., 24. i 38. BPanc oraz 5. DK i pułk strzelców z 96. DS miały zaatakować polskie pozycje od wschodu i południowego wschodu. Z północnego wschodu i północy natarcie przygotowywała 14. DK, zaś od południa i południowego wschodu – 3. DK. Brygady pancerne opóźniły swoje przybycie pod miasto z powodu przeładowania kolumnami Armii Czerwonej szosy z Tarnopola do Lwowa. Natomiast działająca na południe od Lwowa 12. Armia komandarma Iwana W. Tiuleniewa otrzymała rozkaz takiego przegrupowania własnych sił, aby uniemożliwić załodze Lwowa ewentualne przebicie się w kierunku granicy z Węgrami.
Również strona niemiecka podjęła działania przygotowawcze do generalnego natarcia na miasto, które miało rozpocząć się trochę wcześniej niż atak sowiecki. Miały go przeprowadzić trzy dywizje XVIII Korpusu Armijnego gen. piech. Eugena Beyera, czyli 7. DP miała uderzyć z północy, 1. DG z południa i częściowo z zachodu, a 2. DG z południowego wschodu. Niemcy wezwali polskich obrońców do kapitulacji do rana 21 września, a w przeciwnym razie zagrozili zniszczeniem Lwowa. Przedstawiciele Wehrmachtu i Armii Czerwonej kilkakrotnie spotykali się pod Lwowem, aby uzgodnić wspólne działanie przeciwko polskim obrońcom. Decyzje dotyczące przyszłości miasta zapadły jednak na o wiele wyższym szczeblu. Rano 20 września sztab niemieckiej Grupy Armii Południe dostał wiadomość z Naczelnego Dowództwa Wojsk Lądowych Niemiec (OKH) z rozkazem zaprzestania oblężenia Lwowa i utrzymywania łączności z odpowiednim dowódcą sowieckim, aby zapobiec dalszym starciom pomiędzy obiema armiami. Z kolei rozkaz 14. Armii informował o ustaleniu niemiecko-sowieckiej linii demarkacyjnej, biegnącej wzdłuż Pisy, Narwi, Wisły i Sanu do Przemyśla, a dalej przez Chyrów do Przełęczy Użockiej. W tej sytuacji 14. Armia miała przerwać działania prowadzone na wschód od tej linii i rozpocząć przygotowania do wycofania się. W rezultacie wieczorem dowództwo XVIII Korpusu Armijnego nakazało zwinąć oblężenie Lwowa i rozpocząć w nocy odwrót w kierunku zachodnim. Dowódca 1. DG odwołał zaplanowane na następny dzień uderzenie na miasto i polecił przejść do obrony, zaś wkrótce po północy rozkazał przekazać zajmowane pozycje wojskom sowieckim, a jego dywizji marsz na Janów. Odwrót rozpoczęła też 2. DG. Działania te były maskowane ostrzałem artyleryjskim polskich pozycji we Lwowie.

### 21 września

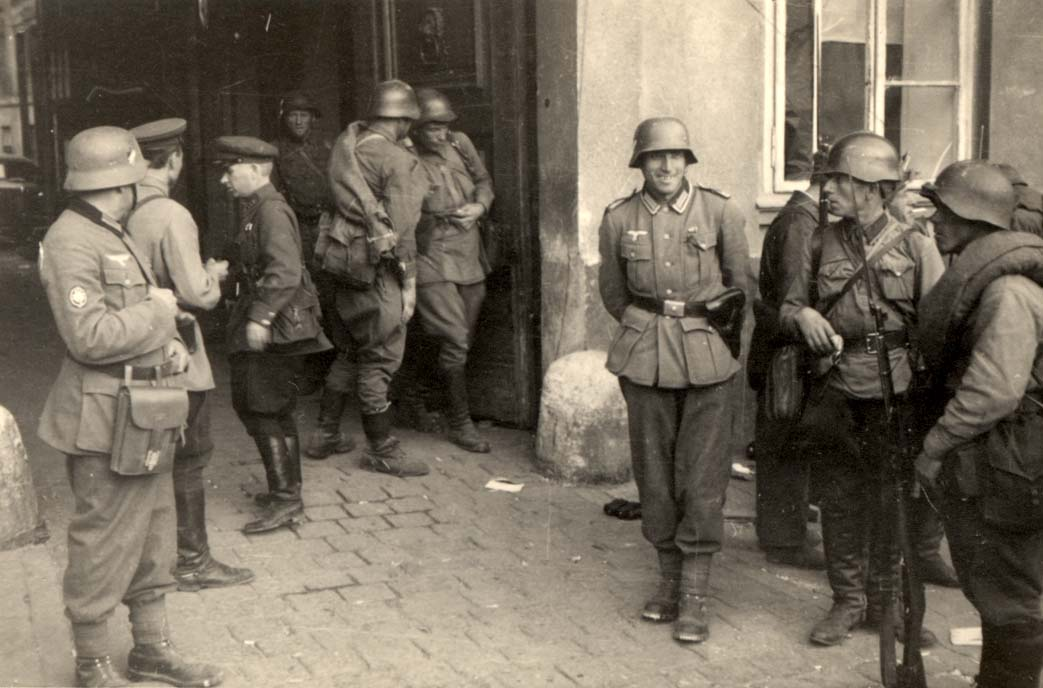
Niemieccy i sowieccy żołnierze we Lwowie

Rano przedstawiciele Armii Czerwonej zaproponowali Polakom wznowienie rozmów. Odbyły się one w Winnikach z udziałem ppłk. K. Ryzińskiego i mjr. Jana Jawicza w roli tłumacza. Sowieci nalegali na otrzymanie zgody na wejście do Lwowa, do czego jednak polska delegacja nie miała kompetencji. W tej sytuacji zostało uzgodnione na popołudnie spotkanie gen. W. Langnera z generałem Armii Czerwonej. Wojska sowieckie zaatakowały jednak polskich obrońców, ale po trzykrotnym ostrzelaniu ich przez Polaków wycofały się na swoje pozycje. Pomimo tego incydentu gen. W. Langner wraz z ppłk. K. Ryzińskim udali się na rogatkę Łyczakowską, ale nie pojawił się tam zapowiadany generał sowiecki. Ponowne spotkanie uzgodniono za trzy godziny w tym samym miejscu. Ostatecznie doszło do rozmów obu delegacji, podczas których uzgodniono wstępnie warunki poddania miasta. W nocy obie strony miały sprecyzować je na piśmie, aby następnego dnia rano spotkać się dla ich omówienia i przyjęcia. Strona sowiecka zagwarantowała Polakom pozostawienie dotychczasowych władz miejskich, bezpieczeństwo życia wszystkim przebywającym na terenie miasta, zachowanie własności prywatnej i możliwość wyjazdu dla chcących do państw neutralnych. Po powrocie do Lwowa gen. W. Langner nadal analizował położenie i możliwość prowadzenia dalszej obrony. Doszedł jednak do wniosku, że szanse wydostania się jednostek wojskowych z miasta i przebicie się w kierunku Rumunii czy Węgier są minimalne, zaś kontynuowanie obrony naraziłoby ludność cywilną na duże straty, a miasto na zniszczenie. Ponadto po rozbiciu wojsk gen. K. Sosnkowskiego i całkowitym okrążeniu Lwowa miasto straciło swoją rolę militarną jako środka oparcia dla wycofujących się na południe wojsk polskich. Z drugiej strony polscy obrońcy mieli ciągle duże zapasy amunicji, z wyjątkiem artylerii plot., oraz żywności. Nastroje wśród polskich oddziałów były dobre. W rezultacie na wieczór gen. W. Langner zarządził naradę dowódców odcinków oraz zakazał patrolowania tych odcinków, gdzie stwierdzono obecność oddziałów sowieckich. Zaznaczył, że taki sam rozkaz otrzymała Armia Czerwona. Podczas spotkania stanowisko gen. W. Langnera poparli gen. M. Januszajtis i płk B. Rakowski, zaś sprzeciwili się płk J. Szafran i ppłk J. Sokołowski. Natomiast prezydent miasta S. Ostrowski potwierdził opinię o złym położeniu Lwowa, ale decyzję o dalszej walce lub poddaniu się zachował dla przedstawicieli wojska.
Ze względu na bliskie podchodzenie oddziałów sowieckich pod polskie pozycje gen. M. Januszajtis wydał gen. F. Sikorskiemu polecenie, aby poinformował, że w razie zbliżania się żołnierzy sowieckich na odległość 300 m użyć broni po trzykrotnym ostrzeżeniu.
Niemieckie wojska tego dnia zakończyły wycofywanie się spod Lwowa, przekazując swoje pozycje Armii Czerwonej. Ostateczne straty 1. DG pod Lwowem wyniosły 484 żołnierzy zabitych (w tym 116 z 99. pułku strzelców górskich), 918 rannych oraz 608 chorych (choroby pola walki i choroby stóp). Znaczne były też jej straty w uzbrojeniu i środkach transportu.

### 22 września

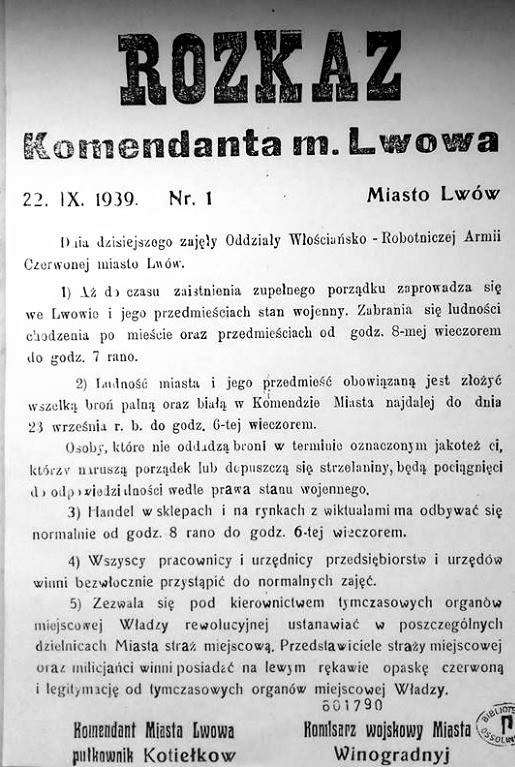
Pierwsze obwieszczenie sowieckich władz wojskowych po kapitulacji Lwowa przed Armią Czerwoną. Lwów 22.09.1939

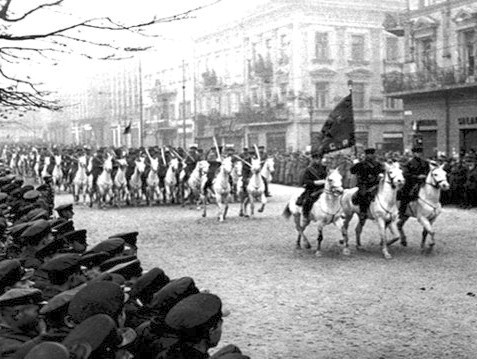
Defilada kawalerii sowieckiej po kapitulacji Lwowa, Wały Hetmańskie obok Grand Hotelu

Rano polska delegacja w składzie: gen. W. Langner, płk B. Rakowski i kpt. Kazimierz Czyhiryn jako tłumacz spotkała się w Winnikach z przedstawicielami Armii Czerwonej. Sowieci polskie warunki przyjęli w całości i bez dyskusji. Został podpisany „Protokół ogłoszenia o przekazaniu miasta Lwowa Armii Czerwonej”, zgodnie z którym oficerowie mieli zagwarantowaną wolność osobistą i nietykalność własności oraz możliwość wyjazdu za granicę. Jednocześnie gen. W. Langner wydał „Rozkaz do wojska załogi Lwowa”, określający kolejność i sposób opuszczania miasta przez żołnierzy, „Rozkaz do żołnierzy” z podziękowaniem za obronę miasta i „Odezwę do mieszkańców”. Nie wszyscy wojskowi pogodzili się jednak z podjętą decyzją. Do gmachu Dowództwa Obrony Lwowa wdarła się uzbrojona w pistolety grupa oficerów i podoficerów, żądając kontynuowania walk. Wycofali się dopiero po przekonaniu ich przez ppłk. dypl. Antoniego Szymańskiego. Po ogłoszeniu informacji o poddaniu miasta Sowietom wielu szeregowych żołnierzy było zaskoczonych, ale nie doszło do dalszych incydentów. Polacy wychodzili ze Lwowa w kolumnach, oddzielnie oficerowie, a oddzielnie pozostali wojskowi. Za granicami miasta ich eskortowanie przejęli żołnierze sowieccy. Po dotarciu do Winnik polscy oficerowie nie zostali jednak zwolnieni, tylko ze złamaniem podpisanych umów wzięci do niewoli. Podobnie jak pozostali oficerowie trafili do obozów jenieckich, a następnie zostali rozstrzelani (patrz: zbrodnia katyńska). Jedynie nielicznym oficerom udało się zbiec z niewoli, m.in. ppłk. K. Ryzińskiemu i płk. M.Steiferowi. Zresztą większość oficerów wierzyła po prostu w dotrzymanie warunków umowy przez Sowietów.
Grupa oficerów, jak np. kpt. art. Ludomir Włodzimierz Kościesza Wolski wraz z podległymi mu oficerami, odmówiła pójścia do niewoli i za zgodą dowództwa przeszła do cywila. Uchroniło ich to przed losem reszty oficerów.
Wkraczająca do Lwowa w godzinach popołudniowych Armia Czerwona wraz z NKWD od początku dokonywały licznych zbrodni, m.in. rozstrzelani zostali polscy policjanci przy rogatce przy ul. Zielonej, podobnie jak inna grupa żołnierzy i policjantów w Brygidkach. Z drugiej strony do wieczora trwały jeszcze utarczki z niewielkimi grupami polskich żołnierzy, którzy prowadzili ogień karabinowy i maszynowy z okien domów, dachów i dzwonnic kościołów. Gwałty i rabunki Sowietów doprowadziły do protestu prezydenta miasta S. Ostrowskiego u dowództwa sowieckiego, ale bez żadnego rezultatu. Nowe władze zarządziły rejestrację uchodźców i pozostałych w mieście wojskowych. 24 września aresztowany został S. Ostrowski, a 27 października gen. M. Januszajtis, który zaczął już tworzyć pierwsze zawiązki konspiracji. Natomiast inaczej potoczyły się losy gen. W. Langnera. Po rozmowie 24 września w Tarnopolu z dowódcą Frontu Ukraińskiego komandarmem S. Timoszenko, który zapewniał go o dotrzymaniu warunków umowy o poddaniu się Lwowa, 26 września odleciał on do Moskwy, gdzie spotkał się z szefem sztabu Armii Czerwonej komandarmem Borysem Szaposznikowem i zastępcą szefa Zarządu Operacyjnego Sztabu Generalnego gen. płk. Władimirem Iwanowem. Nie doszło natomiast do planowanej rozmowy z marszałkiem Klimentem Woroszyłowem. 4 października gen. W. Langner został z powrotem przywieziony do Lwowa, aby poinformować o rzekomym zatwierdzeniu umowy z 22 września z klauzulą o zwolnieniu oficerów – obrońców Lwowa. Następnie 18 listopada potajemnie opuścił miasto i przedostał się do Rumunii, a stamtąd do polskiego wojska na Zachodzie.

## Podsumowanie
Strona niemiecka prowadziła pod Lwowem energiczne i śmiałe działania, umiejąc się dostosować do powstających warunków. Pomimo swojej przewagi liczebnej, dużej aktywności, oraz odizolowania Lwowa nie była jednak w stanie samodzielnie zająć miasta, lub jego znaczącej części pomimo improwizacji obrony. Najbardziej aktywnym związkiem taktycznym okazała się 1. Dywizja Górska, dobrze dowodzona i skutecznie walcząca w odosobnieniu (12–18 września) od pozostałych niemieckich jednostek. Po niepowodzeniu 12 września wtargnięcia do Lwowa z zaskoczenia, strzelcy górscy zajęli następnego dnia dominujące nad miastem punkty terenowe: wzg. 374 Kortumowa Góra i wzg. 324 oraz miejscowość Zboiska, odcinając miasto od północnego zachodu i południa. Na uwagę zasługują umiejętne prowadzenie przez dowództwo dywizji rozpoznania, skuteczna łączność i kamuflowanie rzeczywistej liczebności poprzez odpowiednie wykorzystywanie środków ogniowych, zwłaszcza zmotoryzowanej artylerii ciężkiej. Niemieckie oddziały operowały też szybko odwodami po liniach wewnętrznych, dzięki czemu z jednej strony można było skutecznie opóźniać działania wojsk gen. K. Sosnkowskiego, a z drugiej prowadzić aktywne działania pod Lwowem siłami zaledwie jednej dywizji. Przez dwa tygodnie strona niemiecka nie uzyskała znaczących sukcesów w zdobywaniu miasta izolując je jedynie od zachodu i północy, oraz wiążąc część sił polskiej obrony. Doszło też do serii walk strony niemieckiej z Sowietami.
Polskiemu dowództwu obrony Lwowa udało się z improwizowanych środków zebrać siły odpowiadające kilkunastu batalionom, oraz zorganizować w ciężkich warunkach obronę, która przez dziesięć dni skutecznie broniła dużego miasta przed przeważającymi agresorami. Nie potrafiło natomiast w pełni wykorzystać znajomości terenu walk, były też duże problemy z rozpoznaniem właściwej siły Niemców. Głównymi problemami były jednak zły system dowodzenia i niewydajna łączność, która w rzeczywistości uniemożliwiała skuteczne współdziałanie załogi Lwowa z 10. Brygadą Kawalerii Zmotoryzowanej, a następnie wojskami gen. K. Sosnkowskiego. Polskie działania wyróżniały się ponadto brakiem wiary we własne możliwości, co spowodowało m.in. niekonsekwentne działania zaczepne prowadzone jedynie częścią sił. Z drugiej strony gen. W. Langner systematycznie przeceniał potencjał niemieckich jednostek. Być może błędem było niewycofanie wojsk z miasta w kierunku południowym lub południowo-wschodnim, co było możliwe jeszcze do nocy z 17 na 18 września. Optymizm i wiara w szczerość sowieckich intencji związanych z poddaniem miasta, która zaowocowała szybką decyzją o przekazaniu Lwowa Armii Czerwonej, wynikały z zapewnień strony sowieckiej o korzystnych warunkach kapitulacji, które nie zostały jednak dotrzymane.
Stan zapasów, zaopatrzenia i uzbrojenia oraz postawa żołnierzy dawały możliwość prowadzenia dłuższej obrony miasta. Kwestią dyskusyjną jest, czy byłoby to sensowne.
Trwająca dziesięć dni obrona Lwowa wiązała siły niemieckie w rejonie wschodniej Małopolski, ograniczając zasięg ich działania i odbierając możliwość wykorzystania potężnego węzła komunikacyjnego jaki stanowiło miasto. Utrzymywanie naczelnego miasta Polski południowo-wschodniej miało też pewien wymiar propagandowy.

## Dowództwo Grupy Obrony Lwowa
Obsada personalna Dowództwa Grupy Obrony Lwowa
Dowództwo
- dowódca – gen. bryg. Franciszek Sikorski †1940 Charków
- zastępca dowódcy – płk piech. Bolesław Fijałkowski
- oficer do specjalnych zleceń – płk dypl. sap. dr Marian Steifer
- oficer do specjalnych zleceń – ppłk piech. st. sp. Adam Marian Sikorski
- oficer do specjalnych zleceń – ppłk piech. Włodzimierz Kowalski
- oficer do zleceń – płk dypl. piech. Zygmunt Jerzy Kuczyński
- oficer do zleceń – ppłk dypl. art. Jan Gwido Durski-Trzaska †1940 Kijów
- oficer ordynansowy (łącznikowy) – rtm. rez. Karol Dulęba
- oficer łącznikowy – ppor. Feliks Krzepniewski
- oficer ordynansowy (łącznikowy) – rtm. st. sp. Jerzy Onoszkowicz-Jacyna †1940 Charków
- adiutant – kpt. st. spocz. Edward Wrześniowski
- oficer łącznikowy z władzami cywilnymi Lwowa – ppłk dypl. piech. rez. Antoni Jakubski
  - kpt. adm. (art.) Tadeusz Martynowski †1940 Charków
  - por. dr Stanisław Delecikowski

Sztab
- szef sztabu – ppłk dypl. piech. Kazimierz Ryziński
- II szef sztabu – ppłk dypl. piech. Władysław Kazimierz Klemens Bieńkowski †1940 Charków

- szef Oddziału I – mjr piech. Eugeniusz Wiktor Dębczyński (od 17 IX)
- zastępca szefa Oddziału I – kpt. piech. st. sp. Mieczysław Jan Samołyk †1940 Charków (do 17 IX szef Oddziału I)
- oficer – kpt. adm. (piech.) Dionizy Michalski
- oficer – kpt. adm. (piech.) Juliusz Eugeniusz Niemczewski †1940 Charków
- sierż. pchor. Jan Malec

- szef Oddziału II – por. piech. rez. Wiktor Nechay †1940 Kijów
- oficer informacyjny – kpt. geogr. Stanisław Wilhelm Korczakowski †1940 Charków
- oficer informacyjny – kpt. piech. Józef Kalasanty Janiszewski †1940 Charków
- oficer – ppor. kaw. posp. rusz. Pankracy Stanisław Medyński

- szef Oddziału III – ppłk dypl. art. st. sp. Zdzisław Adamczyk †1940 Charków
- zastępca szefa Oddziału III – mjr piech. Bronisław Sylwin Kencbok †1940 Charków
- kpt. dypl. Jerzy Radziszewski[c]
- kpt. dypl. art. inż. Józef II Rytel[d]
- oficer dyspozycyjny – por. Kazimierz Piotr Marecki[e]
- ppor. piech. rez. Bogusław Szwacz
- ppor. kaw. rez. Wiesław Maria Kapuściński †1940 Charków

- szef Oddziału IV – mjr dypl. dr Hilary Kossak
- zastępca szefa Oddziału IV – mjr kaw. st. sp. Primus Felicjan Dollar
- szef łączności – ppłk łącz. Wincenty But †1940 Charków
- zastępca szefa łączności – kpt. łącz. Henryk Marian Wacław Niedziałkowski

Dowództwo Artylerii
- dowódca artylerii – ppłk uzbr. st. sp. Maksymilian Landau †1940 Charków
- I oficer sztabu – mjr art. st. sp. Ignacy Schrage †1940 Charków
- II oficer sztabu – mjr art. st. sp. Rudolf Rosenberg-Łaszkiewicz
- oficer operacyjny – mjr dypl. art. Henryk Marian Bogdan Dawidowski †1940 Charków
- oficer sztabu – kpt. Matylnicki
- oficer oddz. am. art. – por. Kłaczyński[f]
- oficer sztabu – ppor. art. rez. Edmund Lissner †1940 Katyń
- kierownik punktu amunicyjnego – mjr uzbr. st. sp. Emil Dobrzański
- kierownik punktu amunicyjnego – kpt. Karol Zieliński
- zastępca kierownika punktu amunicyjnego – ppor. Edward Mikus

Dowództwo Saperów
- dowódca saperów – mjr sap. st. sp. Stefan Zagórski
- zastępca dowódcy saperów – kpt. sap. Eugeniusz Krzemiński †1940 Charków
- kierownik kancelarii – kpt. geogr. Adam Lipiński †1940 Kijów
- oficer informacji technicznej (topograf) – kpt. geogr. Wacław Ryś †1940 Charków
- oficer materiałowy – por. art. rez. inż. Jerzy Dreszer[g]
- oficer do zleceń – ppor. Julian Solik (od 17 IX[11])

Szefostwo Uzbrojenia
- szef uzbrojenia – kpt. uzbr. Stefan Dygoń[h]
- zastępca szefa uzbrojenia – kpt. Bronisław Cilern
- kierownik transportu – ppor. piech. rez. Stanisław Markuszewski †1940 Charków
- oficer uzbrojenia – ppor. Medyński
- oficer – ppor. Aleksandrowicz
- kierownik kancelarii – ppor. Teodor Mańkowski
- referent – urzędnik Władysław Maciaszek

Szefostwo Służby Samochodowej
- szef służby samochodowej – por. br. panc. rez. Karol Albin †1940 Charków
- oficer – ppor. Lech Przyłęcki
- dowódca kolumny samochodowej – ppor. rez. inż. Franciszek Józef Stanisław Bauda †1940 Charków

Szefostwo Intendentury
- szef intendentury – mjr Władysław Kornaus
- zastępca szefa intendentury – kpt. int. Feliks Błoj †1940 Charków
- oficer intendentury – kpt. int. rez. Stanisław Lurski †16 VII 1942 KL Auschwitz
- oficer transportowy – por. int. st. sp. Gustaw Juliusz Lachman †1940 Charków
- oficer transportowy – ppor. Marcin Skibiński

Szefostwo Sanitarne
- szef sanitarny – kpt. lek. dr Eugeniusz Włodzimierz Żegota-Kniażewski
- oficer – kpt. lek. rez. dr Stefan Łukasz Kwiatkowski[i]
- oficer – por. lek. rez. dr Mieczysław Włodzimierz Łebkowski
- st. sierż. pchor. Władysław Popkowski

Pozostali oficerowie
- kierownik stacji podsłuchowej – mjr art. st. sp. Wacław Spasowicz
- mjr kaw. rez. Bronisław Wojciechowski
- oficer sztabu – kpt. adm. (piech.) Stefan Nowaczek
- oficer sztabu – por. Leopold Bałaban
- oficer sztabu – por. piech. rez. Tadeusz Jurand-Zajtz
- oficer sztabu – por. geogr. Czesław Turek †1940 Charków
- oficer sztabu – por. Roman Winnicki
- oficer sztabu – ppor. piech. rez. Mieczysław Granatowski
- oficer łącznikowy – ppor. Bolesław Pawłowski
- por. Kazimierz Okoń
- por. inż. Jerzy Wrzeszcz
- kierownik kasyna przy ul. Akademickiej 13 – kpt. int. Józef Szukalski[14] †1940 Charków

Kancelaria ogólna
- kierownik kancelarii ogólnej – kpt. Piotr Gniot †1940 Charków
- oficer kancelarii ogólnej – kpt. adm. (piech.) Józef Kasperski †1940 Charków
- oficer kancelarii ogólnej – ppor. Adam Zbigniew Wierciński †1939 Lwów

Kwatera Główna
21 września 1939 Kwatera Główna Dowództwa Grupy Obrony Lwowa otrzymała statut oddziału gospodarczego, któremu przydzielono pod względem gospodarczym: Sztab Dowództwa Grupy OL, Pluton Sztabowy Dowództwa Grupy OL z Kolumną Samochodową, Pluton Kablowy Nr 13 i Grupę Fortyfikacyjną Nr 13
- komendant kwatery głównej – kpt. piech. rez. Walerian Niedźwiecki †1940 Kijów
- oficer – ppor. Franciszek Błyskal
- dowódca plutonu sztabowego – ppor. Franciszek Flinikowski
- zastępca dowódcy plutonu sztabowego – ppor. Tadeusz Ciesiński

Grupa Fortyfikacyjna
- dowódca grupy – kpt. sap. Marian Henryk Smalewski †1940 Kijów
- oficer – kpt. sap. rez. Bolesław Korzeniowski †1940 Charków
- oficer – por. piech. rez. Edward Adolf Kawecki †1940 Charków
- oficer – ppor. Bronisław Wesołek
- oficer – ppor. Julian Solik (do 17 IX)

Oddział Służby Geograficznej przy Dowództwie Grupy Obrony Lwowa
- dowódca oddziału – ppłk geogr. Władysław Leśniak †1940 Charków
- zastępca dowódcy oddziału i kierownik pomiarów artylerii – mjr geogr. Jan Markowski
- ppłk geogr. Tadeusz Krzanowski †1940 Charków
- kierownik działu kartograficznego – kpt. geogr. inż. Bronisław Dzikiewicz
- referent topograficzny, sprawy gospodarcze – kpt. geogr. Jan Tadeusz Jóźwicki †1940 Charków
- kpt. geogr. inż. Henryk Kamiński †1940 Charków
- kpt. geogr. Janusz Goślinowski (pomiary artylerii)
- kpt. Eugeniusz Eljasiński †1940 Charków
- referent fotogrametrii – kpt. geogr. Stanisław Franciszek Wojciech Dąbrowski †1940 Charków[17]
- triangulator – kpt. int. rez. inż. Jerzy Bobotek[j]
- topograf – kpt. geogr. rez. Szymon Grygorczuk[k]
- kartograf – ppor. rez. inż. Tadeusz Gutkiewicz[l]
- por. art. rez. dr Bogdan Zaborski

Grupa przy Dowództwie Artylerii
- mjr geogr. Sylweriusz Zagrajski
- mjr geogr. Józef Rössler[m] †1940 Charków
- kpt. geogr. Mieczysław Tomaszczyk †1940 Charków
- por. inż. Stanisław Burian

Dowództwo GOL mieściło się w budynku Ubezpieczalni Społecznej przy ulicy Zielonej.

## Upamiętnienie
Walki żołnierza polskiego o Lwów w II wojnie światowej zostały upamiętnione na Grobie Nieznanego Żołnierza w Warszawie napisem na jednej z tablic po 1990 r. „LWÓW 12 – 22 IX 1939/22 – 26 VII 1944”.